# 石秀
石秀是《水滸傳》中梁山108將之一，祖籍金陵建康府。生得仪表堂堂，体格十分高大魁梧。武勇过人，為人機智又好抱打不平，因此人稱「拚命三郎」。

## 人物經歷
自幼父母双亡由叔父養大，随叔父北上贩羊卖马時不料叔父在途中病故，還未諳商道的石秀賠光羊馬與本钱，只好留在蓟州靠卖柴這種粗活度日。
石秀解救了在街上被地痞騷擾的楊雄，兩人一見如故並拜楊雄為兄，楊雄更讓居無定所的石秀住進自己家中。後來石秀發現楊雄妻子潘巧云與和尚裴如海的姦情，向楊雄告發，不料竟被潘氏誣陷，遭楊雄趕出家門。石秀使計殺了裴如海，也讓楊雄看見潘巧雲不忠的事實，楊雄怒殺潘巧雲後時遷出現，三人商議一起投靠梁山。途經祝家莊時，因時遷偷雞被祝家莊人发现，双方发生冲突，石秀等三人便火燒祝家店逃走，但時遷在途中被抓。為了救出時遷，梁山起兵攻打祝家莊。
在梁山一打祝家庄之前，宋江派石秀与杨林潜入祝家庄打探消息，自己率主力进攻。但祝家庄人马利用本庄错综复杂的道路四处伏击，使宋江大军陷入绝境。正在此时，石秀在探得祝家庄底细后前来解救宋江，帮助大军成功突围。梁山第三次攻打祝家莊時，石秀诈敗給臥底的孫立让自己被俘，混入了祝家莊作內應。在攻克祝家庄之时，一刀杀了祝家庄首领祝朝奉。
在宋江试图让卢俊义上梁山时，曾派石秀前往大名府打探消息，不想盧俊義被判死刑即将押往刑場，情急之下石秀大吼「梁山好汉全伙在此！」以致在场军民百姓无不惊骇。石秀趁机劫法场，单人持刀突入重围连续劈杀十数员军吏，救出盧俊義，但因不認識大名府道路，被追赶来的众军士包围，寡不敌众，二人再次被梁中書擒拿。石秀在刑堂上高声痛骂梁中书，竟让梁中书不敢轻举妄动，只将两人打入死牢。随后宋江便立即點兵三次攻打大名府，救出二人。
英雄排座次时，石秀排名第33位，在梁山十一员步军头领排名第9，和杨雄一起把守西山一关。
招安後，隨宋江攻打方臘。在昱嶺關戰役中，卢俊义派史进、石秀等六名头领率三千军马前往探敌。但早有准备的昱嶺關守将庞万春、雷炯、计稷等人已经设下埋伏，结果石秀與史進等六人均被射死于关下。

## 評價
明代余象斗評道：「觀石秀路見不平，真可為拚命三郎矣」。清初的金聖嘆將石秀評為中上人物。
中国共产党中央委员会主席毛澤東在1957年3月的南京黨員干部會議上要眾人學習石秀的拼命精神：「什么叫拼命？《水浒传》上有那麼一位叫『拼命三郎』石秀，就是那个『拼命』。我们从前干革命，就是有一种拼命精神。」

## 影視
- 1972年香港邵氏《水滸傳》：王钟
- 1975年香港邵氏《荡寇志》：王钟
- 1983年山东版《水浒》：杨凡
- 1988年电影《阮氏三雄》：任成功
- 1998年央视版《水浒传》：杨凡
- 2009年电影《拼命三郎石秀》、《杨雄与石秀》：孟飞
- 2011年電視劇《水滸傳》，由劉冠翔飾演[4]。
- 2013年电影《玉麒麟卢俊义》：郁章振